# Birame Diop
Pour les articles homonymes, voir Diop.
Birame Diop, né le 29 mars 1961 à Thiès, est un officier supérieur et homme politique sénégalais.
Il a été chef d’état-major de l’Armée de l’air (2015-2017), chef d’état-major général des Armées, conseiller militaire du secrétaire général des Nations Unies.
Depuis avril 2024, il est ministre des Forces armées.

## Biographie

### Jeunesse et formation
Né le 29 mars 1961 à Thiès, Birame Diop a grandi et effectué ses études primaires dans sa ville natale avant de rejoindre le Prytanée militaire de Saint-Louis où il obtient un baccalauréat scientifique en 1981.
Cette même année, il intègre l’Ecole royale de l’air de Marrakech (ERA) dont il sortira en 1985 avec le diplôme de d’ingénieur en aéronautique et de pilote de transport. Il passera ensuite le diplôme de pilote commercial, qualification IFR, à Montréal, en 1988, puis celui d’officier de sécurité des vols en Californie, en 1992.
À partir de 1994, il obtient la qualification de pilote commandant de bord et celle d’instructeur en France. Il est également diplômé de l’Ecole d’état-major de l’université d’Alabama (Etats-Unis) et breveté du Collège interarmées de défense de Paris.

### Parcours militaire
Chef de bureau en 1989 de l'armée de l'air sénégalaise, il est adjoint et chef des opérations aériennes à la Mission des Nations unies en République démocratique du Congo (de 2002 à 2003). Il devient ensuite inspecteur technique auprès du chef d’état-major de l’Armée de l’air (2007-2008), détaché auprès des organisations non gouvernementales partenaires pour le changement démocratique de 2009 à 2013, directeur de l’African Institute Security Sector (2010-2013), officier supérieur adjoint au Cemair (2013-2014).
Il devient ensuite chef d’état-major de l’armée de l’air en 2015, puis chef d’état-major particulier du président de la République Macky Sall de décembre 2017 à janvier 2019.
Le général Diop est aussi un universitaire et un praticien qui a travaillé pendant de nombreuses années avec le Centre d'études stratégiques de l'Afrique (ACSS), en tant qu'animateur et conférencier. Il a été membre du National Endowment for Democracy et du Woodrow Wilson Center où il a mené des recherches sur la réforme du secteur de la sécurité en Afrique subsaharienne. Le général Diop a publié plusieurs articles sur les capacités de transport aérien stratégique, la réforme du secteur de la sécurité, les relations entre les secteurs civil et de la sécurité en Afrique subsaharienne et la sécurité nationale et le droit à l'information (NSRI).
En mai 2021, il est nommé conseiller militaire du Département des opérations de paix des Nations unies par le Secrétaire général des Nations unies António Guterres.

### Parcours politique
Le 5 avril 2024, il est nommé ministre des Forces armées dans le gouvernement Sonko nommé par le président de la République Bassirou Diomaye Faye.